# Stazione di Carbonara Scrivia
La stazione di Carbonara Scrivia era una stazione ferroviaria posta sulla linea Tortona-Arquata Scrivia. Serviva il centro abitato di Carbonara Scrivia.

## Storia
La stazione di Carbonara Scrivia entrò in servizio il 1º ottobre 1916, con l'attivazione della linea "direttissima" da Tortona ad Arquata Scrivia.
Venne soppressa il 15 giugno 2008.
È nella lista delle stazioni impresenziate che vengono concesse in comodato d'uso gratuito a comuni o associazioni per il riutilizzo.